# Älvsbyn
Älvsbyn är et byområde i Norrbotten og hovedby i Älvsbyns kommune i Norrbottens län, Sverige. Byen havde 4.967 indbyggere i 2010.
Älvsbyn kaldes for "Norrbottens perle" og ligger ved Piteälven i det sydlige Norrbottens län. I Älvsbyn ligger Älvsby kirke, og byen ligger ved jernbanelinjen stambanan gennem øverste Norrland samt er endestation for Piteåbanan.
I Älvsbyn findes blandt andet virksomhederne Polarbröd og Älvsbyhus. En stykke udenfor Älvsbyn, ved landsbyen Vidsel, ligger Robotförsöksplats Norrland (RFN).
Et stykke udenfor Älvsbyn ligger Storforsen, nordeuropas største utæmmede vand -og strømfald. Det er en seværdighed som hvert år tiltrækker mange turister.